# 茨城県中学校一覧
| 総数                       | 242校            |
| 国立                       | 1校              |
| 公立                       | 228校            |
| 私立                       | 14校             |
| 教育委員会所在地           | 〒310-8588       |
| 茨城県水戸市笠原町978番地6 |                  |
| 公式サイト                 | 茨城県教育委員会 |

茨城県中学校一覧（いばらきけんちゅうがっこういちらん）は、茨城県の中学校および中等教育学校（前期課程）の一覧。

## 国立中学校
- 茨城大学教育学部附属中学校

※筑波大学の附属中学校（大塚・駒場）は、東京都にある（附属特別支援学校の中学課程を除く）。

## 公立中学校および公立中等教育学校・義務教育学校

### 水戸市

#### 県立
- 茨城県立水戸第一高等学校附属中学校

#### 市立
- 水戸市立赤塚中学校
- 水戸市立飯富中学校
- 水戸市立石川中学校
- 水戸市立内原中学校
- 水戸市立笠原中学校
- 水戸市立千波中学校
- 水戸市立第一中学校
- 水戸市立第二中学校
- 水戸市立第三中学校
- 水戸市立第四中学校
- 水戸市立第五中学校
- 水戸市立双葉台中学校
- 水戸市立見川中学校
- 水戸市立緑岡中学校
- 水戸市立国田義務教育学校
- 水戸市立常澄中学校

### 日立市

#### 県立
- 茨城県立日立第一高等学校附属中学校

#### 市立
- 日立市立十王中学校
- 日立市立豊浦中学校
- 日立市立日高中学校
- 日立市立滑川中学校
- 日立市立駒王中学校
- 日立市立中里小中学校
- 日立市立助川中学校
- 日立市立多賀中学校
- 日立市立大久保中学校
- 日立市立河原子中学校
- 日立市立台原中学校
- 日立市立泉丘中学校
- 日立市立松風中学校

### 土浦市

#### 県立
- 茨城県立土浦第一高等学校附属中学校

#### 市立
- 土浦市立土浦第一中学校
- 土浦市立土浦第二中学校
- 土浦市立土浦第三中学校
- 土浦市立土浦第四中学校
- 土浦市立土浦第五中学校
- 土浦市立土浦第六中学校
- 土浦市立都和中学校
- 土浦市立新治学園義務教育学校

### 古河市

#### 県立
- 茨城県立古河中等教育学校

#### 市立
- 古河市立古河第一中学校
- 古河市立古河第二中学校
- 古河市立古河第三中学校
- 古河市立総和中学校
- 古河市立総和南中学校
- 古河市立総和北中学校
- 古河市立三和中学校
- 古河市立三和北中学校
- 古河市立三和東中学校

### 石岡市
- 石岡市立石岡中学校
- 石岡市立府中中学校
- 石岡市立国府中学校
- 石岡市立八郷中学校
- 石岡市立園部中学校

### 結城市
- 結城市立結城中学校
- 結城市立結城東中学校
- 結城市立結城南中学校

### 龍ケ崎市

#### 県立
- 茨城県立竜ヶ崎第一高等学校附属中学校

#### 市立
- 龍ヶ崎市立城西中学校
- 龍ヶ崎市立龍ヶ崎中学校
- 龍ヶ崎市立長山中学校
- 龍ヶ崎市立城ノ内中学校
- 龍ヶ崎市立中根台中学校

### 下妻市

#### 県立
- 茨城県立下妻第一高等学校附属中学校

#### 市立
- 下妻市立下妻中学校
- 下妻市立東部中学校
- 下妻市立千代川中学校

### 常総市

#### 県立
- 茨城県立水海道第一高等学校附属中学校

#### 市立
- 常総市立水海道中学校
  - 常総市立水海道中学校夜間学級
- 常総市立水海道西中学校
- 常総市立石下中学校
- 常総市立石下西中学校
- 常総市立鬼怒中学校

### 常陸太田市

#### 県立
- 茨城県立太田第一高等学校附属中学校

#### 市立
- 常陸太田市立太田中学校
- 常陸太田市立峰山中学校
- 常陸太田市立瑞竜中学校
- 常陸太田市立世矢中学校
- 常陸太田市立金砂郷中学校
- 常陸太田市立水府中学校
- 常陸太田市立里美中学校

### 高萩市
- 高萩市立高萩中学校
- 高萩市立松岡中学校
- 高萩市立秋山中学校

### 北茨城市
- 北茨城市立中郷中学校
- 北茨城市立磯原中学校
- 北茨城市立常北中学校
- 北茨城市立関本中学校

### 笠間市
- 笠間市立笠間中学校
- 笠間市立みなみ学園義務教育学校
- 笠間市立稲田中学校
- 笠間市立友部中学校
- 笠間市立友部第二中学校
- 笠間市立岩間中学校

### 取手市
- 取手市立取手第一中学校
- 取手市立取手第二中学校
- 取手市立永山中学校
- 取手市立戸頭中学校
- 取手市立藤代中学校
- 取手市立藤代南中学校

### 牛久市
- 牛久市立牛久第一中学校
- 牛久市立牛久第二中学校
- 牛久市立牛久第三中学校
- 牛久市立下根中学校
- 牛久市立牛久南中学校
- 牛久市立ひたち野うしく中学校

### つくば市

#### 県立
- 茨城県立並木中等教育学校

#### 市立
- 吾妻学園つくば市立吾妻中学校
- 大穂学園つくば市立大穂中学校
- 茎崎学園つくば市立茎崎中学校
- 桜学園つくば市立桜中学校
- 高崎学園つくば市立高崎中学校
- 高山学園つくば市立高山中学校
- 豊里学園つくば市立豊里中学校
- 竹園学園つくば市立竹園東中学校
- つくば市立秀峰筑波義務教育学校
- 光輝学園つくば市立手代木中学校
- 桜並木学園つくば市立並木中学校
- 輝翔学園つくば市立谷田部中学校
- 洞峰学園つくば市立谷田部東中学校
- 翠輝学園つくば市立みどりの南中学校
- つくば市立春日学園義務教育学校
- つくば市立学園の森義務教育学校
- つくば市立みどりの学園義務教育学校

### ひたちなか市
- ひたちなか市立勝田第一中学校
- ひたちなか市立勝田第二中学校
- ひたちなか市立勝田第三中学校
- ひたちなか市立佐野中学校
- ひたちなか市立大島中学校
- ひたちなか市立田彦中学校
- ひたちなか市立那珂湊中学校
- ひたちなか市立美乃浜学園

### 鹿嶋市

#### 県立
- 茨城県立鹿島高等学校附属中学校

#### 市立
- 鹿嶋市立鹿島中学校
- 鹿嶋市立鹿野中学校
- 鹿嶋市立平井中学校
- 鹿嶋市立高松中学校
- 鹿嶋市立大野中学校

### 潮来市
- 潮来市立潮来第一中学校
- 潮来市立潮来第二中学校
- 潮来市立日の出中学校
- 潮来市立牛堀中学校

### 守谷市
- 守谷市立愛宕中学校
- 守谷市立けやき台中学校
- 守谷市立御所ケ丘中学校
- 守谷市立守谷中学校

### 常陸大宮市
- 常陸大宮市立大宮中学校
- 常陸大宮市立第二中学校
- 常陸大宮市立山方中学校
- 常陸大宮市立明峰中学校

### 那珂市
- 那珂市立第一中学校
- 那珂市立第二中学校
- 那珂市立第三中学校
- 那珂市立第四中学校
- 那珂市立瓜連中学校

### 筑西市

#### 県立
- 茨城県立下館第一高等学校附属中学校

#### 市立
- 筑西市立下館中学校
- 筑西市立下館西中学校
- 筑西市立下館南中学校
- 筑西市立関城中学校
- 筑西市立明野五葉学園
- 筑西市立協和中学校

### 坂東市
- 坂東市立岩井中学校
- 坂東市立東中学校
- 坂東市立南中学校
- 坂東市立猿島中学校

### 稲敷市
- 稲敷市立江戸崎中学校
- 稲敷市立新利根中学校
- 稲敷市立東中学校
- 稲敷市立桜川中学校

### かすみがうら市
- かすみがうら市立千代田義務教育学校
- かすみがうら市立下稲吉中学校
- かすみがうら市立霞ヶ浦中学校

### 桜川市
- 桜川市立岩瀬東中学校
- 桜川市立岩瀬西中学校
- 桜川市立大和中学校
- 桜川市立真壁学園義務教育学校

### 神栖市
- 神栖市立神栖第一中学校
- 神栖市立神栖第二中学校
- 神栖市立神栖第三中学校
- 神栖市立神栖第四中学校
- 神栖市立波崎第一中学校
- 神栖市立波崎第二中学校
- 神栖市立波崎第三中学校
- 神栖市立波崎第四中学校

### 行方市
- 行方市立麻生中学校
- 行方市立北浦中学校
- 行方市立玉造中学校

### 鉾田市

#### 県立
- 茨城県立鉾田第一高等学校附属中学校

#### 市立
- 鉾田市立鉾田北中学校
- 鉾田市立鉾田南中学校
- 鉾田市立旭中学校
- 鉾田市立大洋中学校

### つくばみらい市
- つくばみらい市立伊奈中学校
- つくばみらい市立伊奈東中学校
- つくばみらい市立谷和原中学校
- つくばみらい市立小絹中学校

### 小美玉市
- 小美玉市立小川南中学校
- 小美玉市立小川北義務教育学校
- 小美玉市立美野里中学校
- 小美玉市立玉里学園義務教育学校

### 東茨城郡
- 茨城町立青葉中学校
- 茨城町立明光中学校
- 大洗町立第一中学校
- 大洗町立南中学校
- 城里町立常北中学校
- 城里町立桂中学校

### 東海村
- 東海村立東海中学校
- 東海村立東海南中学校

### 久慈郡
- 大子町立大子中学校

### 稲敷郡
- 美浦村立美浦中学校
- 阿見町立阿見中学校
- 阿見町立朝日中学校
- 阿見町立竹来中学校
- 河内町立かわち学園

### 結城郡
- 八千代町立八千代第一中学校
- 八千代町立東中学校

### 猿島郡
- 五霞町立五霞中学校
- 境町立境第一中学校
- 境町立境第二中学校

### 北相馬郡
- 利根町立利根中学校

## 私立中学校および私立中等教育学校

### 水戸市
- 茨城中学校
- 智学館中等教育学校
- 水戸英宏中学校

### 日立市
- 茨城キリスト教学園中学校

### 土浦市
- 常総学院中学校
- 土浦日本大学中等教育学校

### 石岡市
- 青丘学院つくば中学校

### 取手市
- 江戸川学園取手中学校
- 聖徳大学附属取手聖徳女子中学校（2023年度から休止）

### 牛久市
- 東洋大学附属牛久中学校

### つくば市
- 茗溪学園中学校

### 鹿嶋市
- 清真学園中学校

### かすみがうら市
- 青葉台中等学部

### つくばみらい市
- 開智望中等教育学校（学校法人開智学園）

### 稲敷郡
- 霞ヶ浦高等学校附属中学校